# بلاس پاررا
بلاس پاررا (انگلیسی: Blas Parera; ۳ فوریهٔ ۱۷۷۶ – ۷ ژانویهٔ ۱۸۴۰) آهنگساز اهل آرژانتین بود. او با اینکه متولد کشور اسپانیا بود اما بیشتر زندگی خود را در شهر بوئنوس آیرس گذراند.
او در شهر مورسیا، اسپانیا از دو والد کاتالان به دنیا آمد. در سال ۱۷۹۷ به بوئنوس آیرس مهاجرت کرد، جایی که در دفاع از بندر بوئنوس آیرس در جریان تهاجمات بریتانیایی‌ها به ریودولاپلاتا مشارکت داشت. او آهنگ «مارچا پاتریوتیکا» (Marcha Patriótica) را ساخت که در سال ۱۸۱۳ با همکاری شاعر ویسنته لوپز و پلانس به سرود ملی آرژانتین تبدیل شد. همچنین، او نوازنده ارگ در کلیسای جامع کلانشهر بوینس آیرس، کلیسای سن ایگناسیو، و کلیسای باسیلیکا بانوی رحمت ما بود.
در تاریخ ۱۴ اکتبر ۱۸۰۹، پاررا با فاکوندا دل ری، یتیمی پانزده‌ساله که دانش‌آموز او نیز بود، ازدواج کرد. پیش از ازدواج، او در یتیم‌خانه‌ای به نام «خانه کودکان بنیان‌گذار» زندگی می‌کرد و در گروه کر آنجا آواز می‌خواند. این دو در کلیسای سن نیکولاس د باری ازدواج کردند.
او در فقر در شهر ماتارو، اسپانیا در تاریخ ۷ ژانویه ۱۸۴۰ درگذشت. همچنین، او در دوره رمانتیسم هنر زندگی می‌کرد.